# Джепсен, Мэри Лу

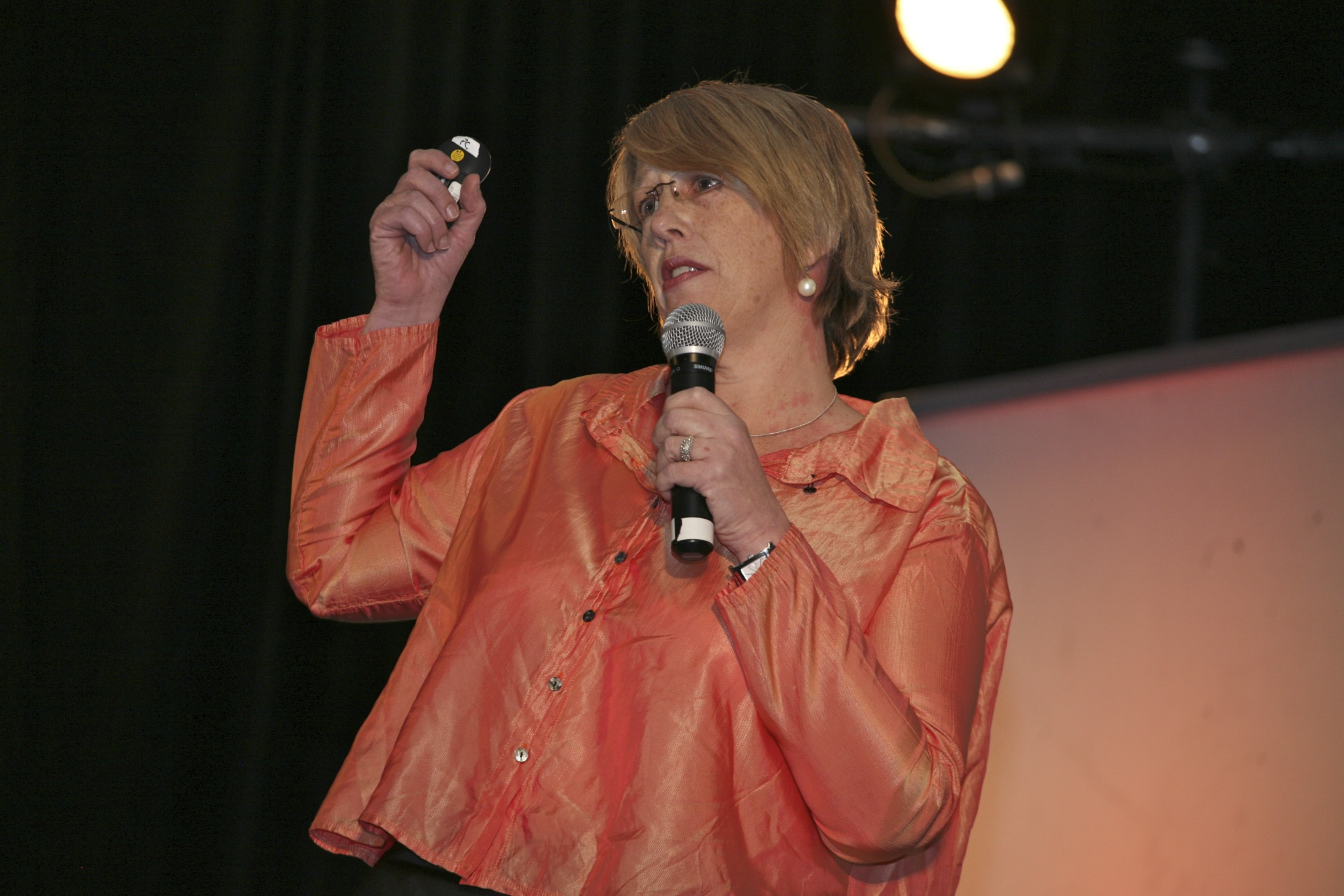
Джепсен на eTech в 2009.

Мэ́ри Лу Дже́псен (англ. Mary Lou Jepsen; р. 1965) — основатель и генеральный директор компании Pixel Qi, которая занимается разработкой дешевых LCD-дисплеев для ноутбуков с низким энергопотреблением. Она была первым главным инженером OLPC.

## Ранняя жизнь
Джепсен училась в Броунском институте искусства и электроники.

## Intel
С начала 2003 по конец 2004, она была инженером дисплеев Intel.

## Microdisplay corporation
Джепсен внесла инновации в однопанельные последовательные проекционные системы, сооснователь корпорации Microdisplay. Это первая компания, которая попыталась создать маленькие дисплеи в 1995, была ген.директором в оной корпорации в 2003.

## OLPC
В январе 2005 Джепсен начала работать в организации One Laptop Per Child (OLPC) совместно с Николасом Негропонте. Её усилиями был изобретён дисплей, невосприимчивый к солнечному свету.
В конце 2005 она закончила первую архитектуру, руководила разработкой прототипа (который представил секретарь ООН Кофи Аннан на саммите ООН. Поддержала нескольких крупнейших мировых производителей ноутбука XO-1. На закате 2007 она управляла серийным производством ноутбуков в большом количестве.

## Pixel Qi
Три года спустя, в 2008 году, Джепсен ушла из OLPC и начала работать в компании Pixel Qi.